# Stuwklep

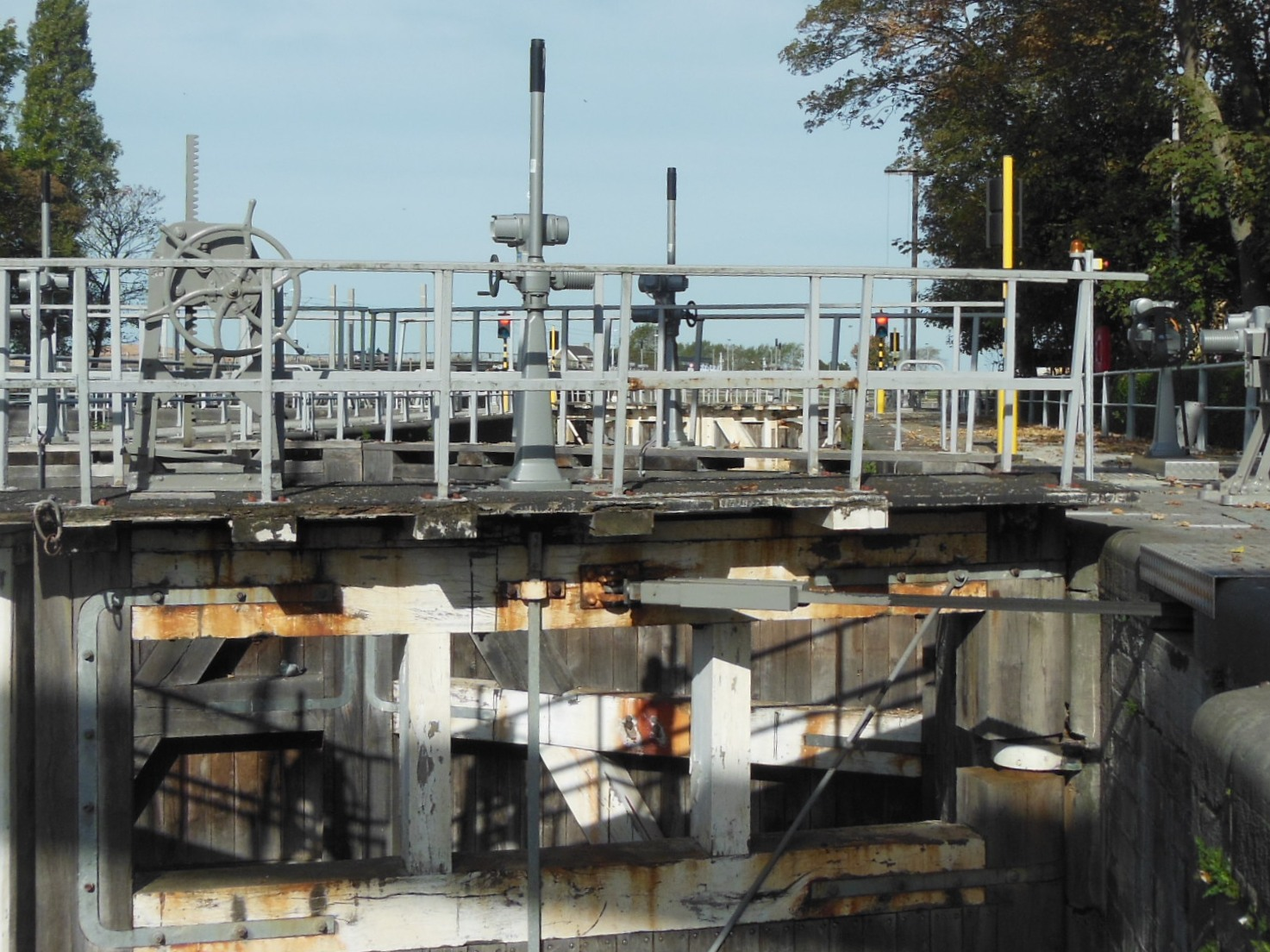
In het midden van een deur van het Veurnesas een heugelstang en boven op de deur de tandwielkast om het rinket onderaan in de deur (onder water) te bedienen.

Een stuwklep in een sluis, ook kortweg rinket genaamd, is een glijschuif (ophaalschuif) met beperkte afmetingen die in de sluisdeur van een sas is ingebouwd. Ze kan gebruikt worden om het waterpeil in de sluiskamer te regelen en zo schepen te versassen. Door alle rinketten van een sas te openen kan men een beperkte doorstroming voor uitwatering verkrijgen.

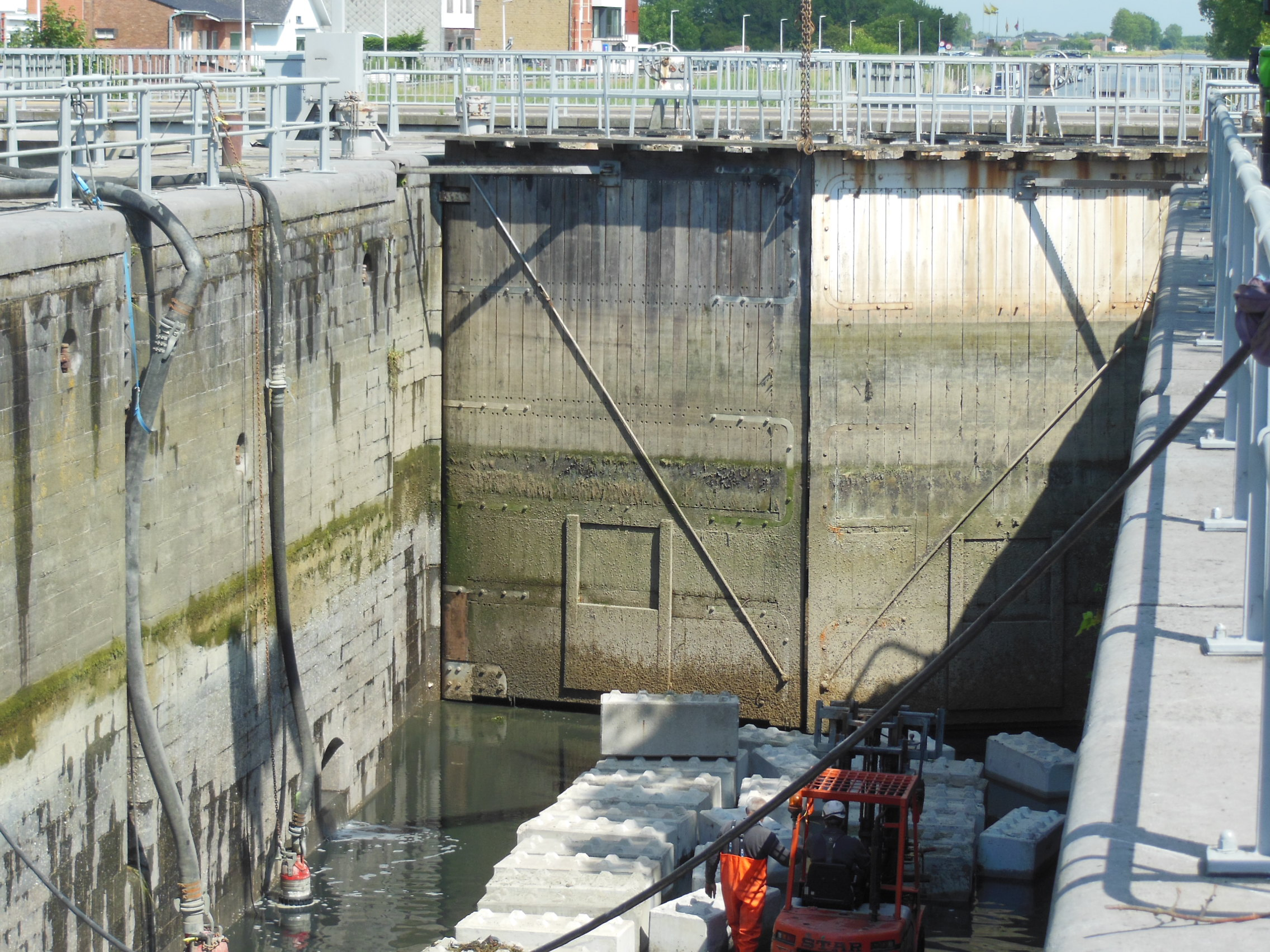
Rinket in de deur van de drooggelegde Iepersluis